# Jakub Łucak
Jakub Łucak (ur. 18 września 1989 w Kielcach) – polski piłkarz ręczny, prawoskrzydłowy. Podczas swojej kariery występował w  Chrobrym Głogów, Vive Tauronie Kielce, Śląsku Wrocław i KPR Legionowo. Dla reprezentacji Polski zagrał 28 meczów, rzucając 37 bramek. Zakończył karierę w sierpniu 2017 z powodu kontuzji.

## Kariera sportowa
Wychowanek Vive Kielce, występował w pierwszoligowych rezerwach kieleckiego klubu. W latach 2008–2015 był zawodnikiem Chrobrego Głogów. W 2015 podpisał czteroletni kontrakt z Vive Tauronem Kielce. W tym samym roku został wypożyczony do Śląska Wrocław. W sezonie 2015/2016 był jego najlepszym strzelcem w rozgrywkach Superligi – w 24 meczach zdobył 111 goli. Latem 2016 Vive rozwiązało umowę z Łucakiem. Zawodnik przeszedł do KPR Legionowo.
W reprezentacji Polski zadebiutował 4 czerwca 2013 w przegranym meczu ze Szwecją (27:29), zdobywając jednego gola. W 2014 wziął udział w mistrzostwach Europy w Danii (6. miejsce). W turnieju tym stał się podstawowym zawodnikiem kadry – rzucił 17 bramek (74% skuteczności). W 2016 uczestniczył w mistrzostwach Europy w Polsce.
Jakub Łucak zakończył karierę piłkarza ręcznego w sierpniu 2017 z powodu problemów zdrowotnych związanych z kolanem.